# ولایت کازوسا

نقشه ژاپن در سال (۱۸۶۸) ولایت کازوسا پررنگ نشان داده شده است.

ولایت کازوسا (به ژاپنی: 上総国 Kazusa-no kuni) یک ولایت در تقسیم‌بندی قدیم کشور ژاپن بود. ولایت کازوسا امروزه استان چیبا نامیده می‌شود.